# Elecciones generales de las Islas Cook de 2014
Las elecciones generales se llevaron a cabo en las Islas Cook el 9 de julio de 2014, determinando así los miembros del 16.º Parlamento de las Islas Cook.
Inicialmente, el Partido de las Islas Cook (CIP) parecía haber retenido su mayoría, obteniendo 13 escaños, 
mientras que el Partido Demócrata ganó ocho y el nuevo Movimiento Una Islas Cook ganó dos, con un escaño empatado. Sin embargo, el resultado en una circunscripción que había ganado el CIP fue anulado en los tribunales y se le otorgó el escaño al Partido Demócrata, mientras que el escaño empatado también fue otorgado al Partido Demócrata después de que una votación fue invalidada, lo que resultó en un parlamento sin consenso.

## Antecedentes
Las elecciones anteriores se celebraron el 17 de noviembre de 2010. El mandato del Parlamento debía expirar cuatro años después de esa fecha, el 17 de noviembre de 2014. Las elecciones debían celebrarse a más tardar tres meses después de esa fecha, con el 17 de febrero de 2015 siendo la última fecha.
Sin embargo, el 17 de abril de 2014, el representante de la Reina, Tom Marsters, disolvió el Parlamento, fijando la fecha de las elecciones para el 9 de julio. Marsters declaró que el Primer Ministro, Henry Puna, le había informado que se requería una elección anticipada para tener un nuevo gobierno en el cargo antes del 50.º aniversario de la consecución del autogobierno de las Islas Cook, lo que ocurrirá en 2015. Marsters también dijo que permitiría al nuevo gobierno aprobar un presupuesto a tiempo para el aniversario Puna culpó a la ministra Teina Bishop de desestabilizar el gobierno y hacer necesaria la elección. Bishop renunció como ministra de Educación y Turismo el día después de que se anunciaran las elecciones y posteriormente abandonó el Partido de las Islas Cook para formar un nuevo partido. La oposición afirmó que el Primer Ministro había convocado elecciones para evitar un voto de censura en el Parlamento, lo que Puna negó. El líder de la oposición, Wilkie Rasmussen, criticó a Puna por convocar elecciones cuando los proyectos de ley aún no habían sido aprobados en el Parlamento.
El 6 de mayo se notificó públicamente una lista de candidatos. 52 candidatos se presentaron a las elecciones, una disminución con respecto a los 70 de 2010. Seis candidatos eran mujeres, y Alexis Wolfgramm, de la Asociación de Mujeres del Pacífico y el Sudeste Asiático, culpó a las elecciones anticipadas por la falta de más candidatas.
Se inscribieron para votar 10.394 personas.

## Sistema electoral
Los 24 miembros del Parlamento se eligen en distritos electorales uninominales utilizando el sistema de mayoría absoluta.

## Campaña
El Partido de las Islas Cook hizo campaña sobre su historial en el gobierno, incluido el aumento de las pensiones, otros pagos de asistencia social y el salario mínimo. También destacó las reducciones del impuesto sobre la renta, mientras que el opositor Partido Demócrata criticó el aumento del impuesto al valor agregado (IVA) del gobierno y prometió revertirlo. El Partido Demócrata también promovió un plan para el desarrollo agrícola en las islas exteriores, mientras que el Partido de las Islas Cook promocionó los proyectos de infraestructura que había llevado a cabo en las islas exteriores. El nuevo partido de Bishop, el Movimiento One Cook Islands , pidió que se abolieran los impuestos a las pensiones y que se otorgaran subsidios para promover el turismo en las islas exteriores. Ambos partidos principales, así como los candidatos independientes, utilizaron las redes sociales en un intento de conectarse con los votantes más jóvenes. El exdiputado Iaveta Short criticó la campaña, diciendo que los partidos se centraban en "ofrecer caramelos para conseguir votos" en lugar de proporcionar soluciones a los problemas que enfrentan las Islas Cook.

## Resultados
Hubo un empate en Mitiaro, lo que resultó en elecciones parciales más adelante ese mismo año. Sin embargo, antes de que se contaran los resultados de las elecciones parciales, se llevó a cabo un recuento de los resultados de las elecciones generales después de que se invalidara la boleta de un votante y se otorgara el escaño a Tangata Vavia del Partido Demócrata, que ganó por un margen de 50 a 49.
|  | 46.72 % |

|  | 41.82 % |

|  | 9.45 % |

|  | 1.15 % |

|  | 0.87 % |

|  | 99.23 % |

|  | 0.77 % |

|  | 81.09 % |

## Análisis y reacciones
El Partido de las Islas Cook, a pesar de obtener menos votos que el Partido Demócrata, mantuvo su mayoría con 13 escaños. El Partido Demócrata obtuvo ocho escaños y el recién formado Movimiento One Cook Islands, dos. Un escaño, Mitiaro, estaba empatado y allí se celebraría un recuento.
Los resultados preliminares habían dado al Partido Demócrata 11 escaños frente a los 10 del Partido de las Islas Cook, dos para el Movimiento Una Islas Cook y uno empatado. También habían tenido al Primer Ministro Henry Puna a dos votos de su oponente del Partido Demócrata en Manihiki. Sin embargo, los resultados finales dieron a Puna una victoria de cuatro votos, mientras que el líder del Partido Demócrata Wilkie Rasmussen, que había liderado por ocho votos en los resultados preliminares, perdió por 10 votos ante Willie John del Partido de las Islas Cook en Penrhyn. Tokorua Pareina del Partido de las Islas Cook también derrotó a Tetangi Matapo del Partido Demócrata por un voto en Tamarua, que había estado empatado en los resultados preliminares. Mitiaro, donde Tangata Vavia del Partido Demócrata había tenido una ventaja de seis votos en los recuentos preliminares, quedó empatado en los resultados finales.
Un líder del Movimiento de las Islas Cook, Teina Bishop, fue reelegido en Arutanga-Reureu-Nikaupara, al igual que el otro diputado del partido, George Angene, en Tupapa-Maraerenga.
En una gran sorpresa, la candidata del Partido de las Islas Cook, Rose Toki-Brown, derrocó al veterano diputado del Partido Demócrata, Norman George, por 12 votos en Teenui-Mapumai. Sin embargo, George afirmó que su derrota fue el resultado de un soborno generalizado y dijo que lo impugnaría ante los tribunales. Toki-Brown negó haber actuado mal. George declaró que su colega de partido Eugene Tatuava también planeaba impugnar el resultado en Tengatangi-Areora-Ngatiarua, donde perdió ante el diputado del Partido de las Islas Cook, Nandi Glassie, por 15 votos.
Bishop cuestionó la validez de los votos por correo de Nueva Zelanda que llegaron dos días después del día de las elecciones, diciendo que este retraso significaba que parecían violar la Ley Electoral. La directora electoral, Taggy Tangimetua, descartó la cuestión como un "tecnicismo", afirmando que había recibido asesoramiento legal para poder contar los votos y añadiendo que era necesario reformar la Ley Electoral para abordar disposiciones poco prácticas.
Las cifras preliminares indicaban que la participación había disminuido al 73,3%, pero en los resultados finales aumentó al 79%. La diputada del Partido Demócrata Selina Napa, que fue reelegida en Titikaveka, afirmó que las cifras estaban sesgadas por censos de votantes obsoletos que todavía incluían a personas que habían muerto o se habían mudado. Tangimetua la apoyó y señaló que las listas debían ser actualizadas por el Ministerio de Justicia.
El Partido Demócrata cuestionó la exactitud del recuento y su presidente, Sean Willis, dijo: "Hay muchos signos de interrogación sobre por qué se rechazaron muchos votos demócratas por declaración que fueron cruciales en algunos escaños de las islas periféricas. Hubo votos por correo que fueron aceptados después de la fecha de las elecciones. Básicamente hemos perdido la batalla pero no hemos perdido la guerra. Definitivamente habrá peticiones."
Los resultados finales incluyeron 1236 votos adicionales en comparación con los resultados preliminares. Comentarios anteriores de Tangimetua habían indicado que, además de los votos incluidos en el recuento preliminar, el recuento final incluiría unos 400 votos anticipados, entre 100 y 300 votos por correo y 100 votos por declaración. La aparición de varios cientos de votos adicionales a los mencionados por el director electoral en el recuento final generó preocupación pública y preguntas sobre su procedencia. Un funcionario anónimo del partido también alegó que un escrutador había informado haber visto urnas abiertas antes de que comenzara el conteo.

## Consecuencias
En septiembre, el Tribunal Superior confirmó una petición electoral presentada por el Partido Demócrata en relación con el resultado en Tamarua, donde el candidato del Partido de las Islas Cook, Tokorua Pareina, había ganado por un solo resultado. Como resultado del fallo judicial, el candidato del Partido Demócrata, Tetangi Matapo, fue declarado ganador por tres votos. Esto resultó en que el Partido de las Islas Cook perdiera su mayoría de un escaño.
El 17 de diciembre de 2014, el Tribunal de Apelación anuló la elección de la candidata del Partido de las Islas Cook (y ministra de Educación) Mona Ioane en Vaipae-Tautu y ordenó elecciones parciales para el 17 de febrero. Este fallo redujo al gobierno de la Puna al estatus de gobierno minoritario.